# Haliotis discus
Espèce
Synonymes
Haliotis discus
Rafinesque, 1815
Haliotis discus est une espèce de mollusques gastéropodes appartenant à la famille des Haliotididae.

## Description
L'Haliotis discus mesure jusqu'à 225 mm et vit entre l'estran et 20 m de profondeur.

## Aire de répartition
Cette espèce vit dans les eaux autour du Japon, de la Corée et du nord de la Chine.

## Liste des taxons de rang inférieur
Selon World Register of Marine Species (4 mars 2011), il y a 2 sous-espèces:

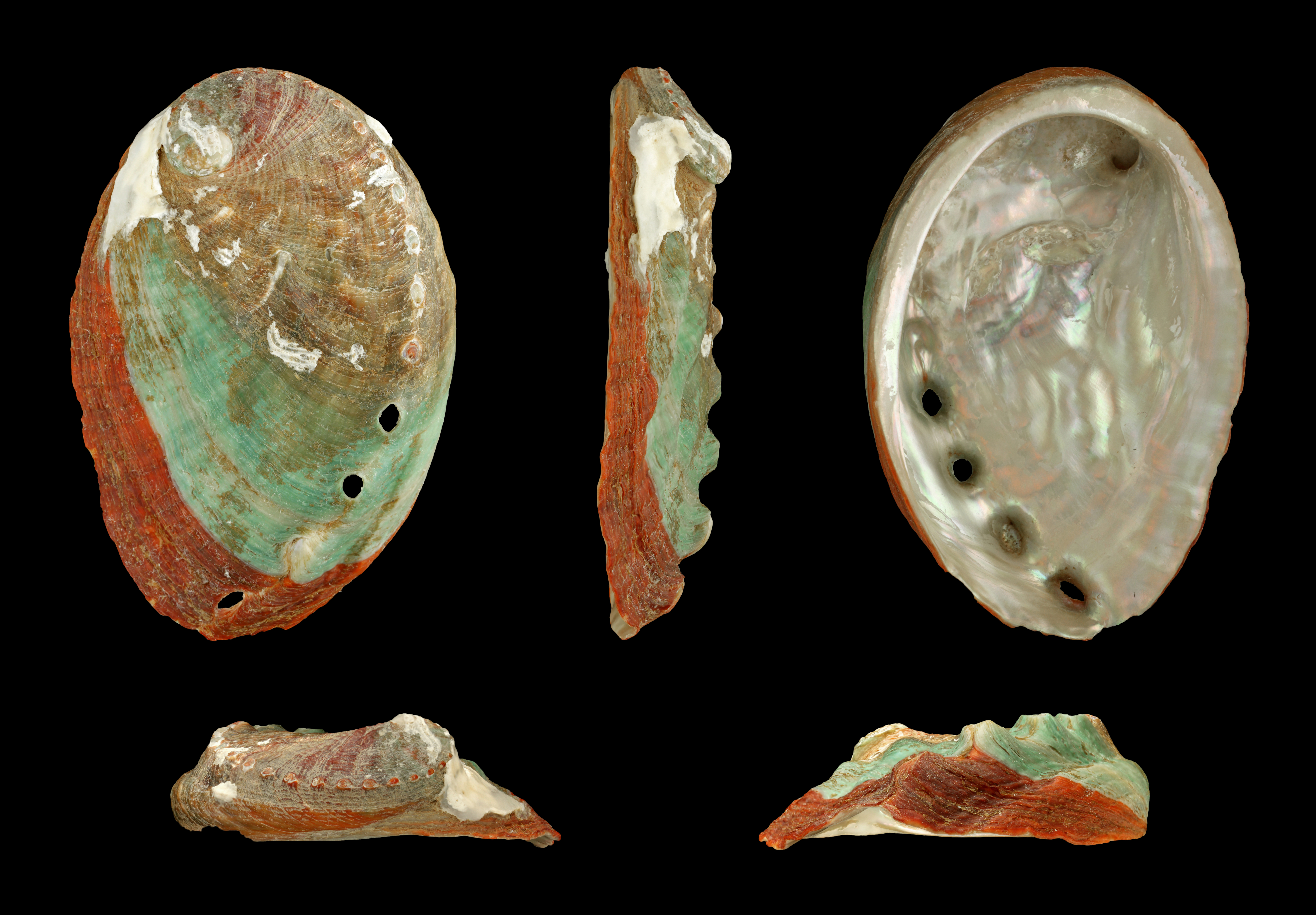
Haliotis discus hannai

- Haliotis discus discus Reeve, 1846 - Kuro Abalone littéralement ormeau noir en Japonais [3]
- Haliotis discus hannai Ino, 1953 - Ezo Abalone littéralement ormeau du Nord du Japon [3]

Les Japonais pêchent et élèvent cette espèce pour la manger, mais les deux sous-espèces sont souvent confondues sur le marché.

### Différenciation des sous-espèces
|                                      | Haliotis discus discus              | Haliotis discus hannai               |
| taille de la coquille                | < 22 cm                             | < 14 cm                              |
| épaisseur de la coquille             | épaisse                             | plus fine                            |
| Nacre                                | lisse et peu brillante              | rugeuse et brillante                 |
| nombre et apparence des perforations | 4 (+ ou - 1 près) et peu encochés   | 4 (+ ou - 1 près) et encochés        |
| habitat                              | Nord-Est du Japon - entre 0 et 20 m | Sud-Ouest du Japon - entre 0 et 20 m |